# Jacques-Ambroise Monprofit
Jacques-Ambroise Monprofit, souvent appelé Ambroise Monprofit, est un médecin et homme politique français né le 7 octobre 1857 à Saint-Georges-sur-Loire, en Maine-et-Loire, et mort le 30 janvier 1922 à Angers.

## Biographie
Jacques-Ambroise Monprofit naît à Saint-Georges-sur-Loire le 7 octobre 1857, dans le département de Maine-et-Loire, où son père Louis Monprofit, ancien maire d'Angers, fut un temps huissier.
Il fait ses études de médecine à Angers puis à Paris, où il est reçu second à l'internat des hôpitaux en 1883.
Médecin et chirurgien, professeur de clinique chirurgicale à l'École de médecine d'Angers, renommé pour la publication de plusieurs ouvrages spécialisés en chirurgie, il sera aussi maire, conseiller général et député. Il est par ailleurs membre de la Société d'études scientifiques d'Angers, et correspondant de l'Académie de médecine et de la Société de chirurgie, et membre de la Société internationale de chirurgie.
Il meurt à Angers le 30 janvier 1922 et est enterré au cimetière de l'Ouest à Angers. Un buste lui est consacré au jardin botanique de la faculté de pharmacie.

## Homme de médecine
Jacques-Ambroise Monprofit obtient son diplôme d'étude de médecine à Paris, promotion de 1883 et reçoit le titre de Docteur en médecine en 1888. Sa thèse porte sur l'étude chirurgicale sur les inflammations des organes génitaux internes de la femme.
Ancien interne des Hôpitaux de Paris, il devient l'année suivante chirurgien-adjoint de la maternité d'Angers, puis professeur de clinique chirurgicale en 1898.
À la même époque il participe à des missions d'étude. Il fait une demande de mission pour l'Angleterre et les États-Unis pour étudier l'organisation de l'enseignement médical, et participe à des missions d'étude en Suisse et en Autriche sur l'organisation hospitalière et le fonctionnement de l'enseignement chirurgical.
Il est l'auteur de plusieurs publications, comme Cas de choroïdite maculaire d'origine syphilitique en 1885, La clinique chirurgicale d'Angers en 1895, Traitement chirurgical de la cirrhose du foie en 1904, Centenaire de l'École de médecine et de pharmacie d'Angers ou Introduction à la chirurgie gastrique en 1908, etc.
Le docteur Monprofit se spécialise dans les opérations de laparotomie et créé une valve abdomino-vaginale pour faciliter les interventions chirurgicales.
En 1894, il propose au conseil municipal d'Angers du 6 janvier de créer un bureau d'hygiène. Il insiste sur cette création qui permettrait d'effectuer la désinfection des locaux où ont séjourné des personnes atteintes de maladies contagieuses. La municipalité angevine se contentera d'acheter un appareil de désinfection à domicile en 1900.
En 1912, il est chargé par le gouvernement grec de se mettre à la disposition de la Croix-Rouge hellénique pour organiser le service médical à Salonique. Il est accompagné dans cette mission par le docteur Minos Nicolétis, qui voyagèrent alors avec les deux premiers passeports pour Salonique, en Grèce.
L'année suivante il fait partie, avec le médecin-colonel Gruet et le docteur Minos Nicolétis, d'une mission médicale auprès de l'armée Serbe (à Uskub).
Lors de la Première Guerre mondiale, le docteur Monprofit devient chirurgien en médecine militaire sur le front des combats, comme dans la Meuse aux installations sanitaires de Fleury-sur-Aire. Il assura notamment, de septembre 1914 à août 1915, la direction de l'ambulance installée dans les locaux du pensionnat de la Sainte-Famille à Amiens. Assisté d'une nombreuse équipe d'infirmiers, dont 14 prêtres, il put compter sur le soutien des sœurs de la Sainte-Famille et de leur mère supérieure, Maria Legrand. Un de ses infirmiers a dit de lui qu'il était alors un "homme au cœur droit, à la science étendue, justement réputé au loin pour son habileté professionnelle et son patriotisme ardent". 

## Homme politique
Parallèlement à sa carrière médicale, Jacques-Ambroise Monprofit sera aussi un homme politique, membre du parti Républicain progressiste représentant la droite modérée.

### Conseiller général
En 1904, il est élu conseiller général du canton d'Angers-Nord-Ouest ; une première fois du 31 août 1904 à juillet 1910, puis de nouveau du 14 décembre 1919 jusqu'à sa mort le 30 janvier 1922.

### Maire
En 1908, lors des élections municipales du 17 mai, Jacques-Ambroise Monprofit est élu maire d'Angers pour un mandat qu'il terminera le 12 mai 1912.
En 1911, il envisage la possibilité d'une cession du château d'Angers à la ville, qui, écrit-il au sous-secrétaire d'État aux Beaux-arts, « pourrait ensuite en assurer la conservation et en faire, pour ainsi dire, un musée presque sans égal ». Dès l'année suivante, la mairie devient locataire des fossés du château, qui relèvent également du domaine de l'État, et remplace les carrés de légumes par les jardins actuels.
Faisant suite à la loi de séparation de l'Église et de l'État, il prend acte de la dévolution à la ville de l'évêché d'Angers et décide d'installer un musée d'art religieux.

### Député
Il est élu député du 7 août 1910 au 31 mai 1914, et du 16 novembre 1919 jusqu'à sa mort le 30 janvier 1922.

### Œuvres personnelles
- Ambroise Monprofit, Cas de choroïdite maculaire d'origine syphilitique, Paris, impr. de A. Davy, 1885 (BNF 30965891) (extrait des Archives d'ophtalmologie de mars-avril 1885, clinique ophtalmologique de la faculté de Paris)
- Ambroise Monprofit, Etude chirurgicale sur les inflammations des organes génitaux internes de la femme : Salpingites et ovarites, Paris, G. Steinheil, 1888 (BNF 36913347) (thèse de doctorat, médecine, Paris, 1888)
- Ambroise Monprofit, La clinique chirurgicale d'Angers, Le Mans, impr. de E. Monnoyer, 1895 (BNF 30965897, lire en ligne)
- Ambroise Monprofit, Cancer du rectum, ablation par la voie sacrée, fermeture secondaire de l'anus sacré, abaissement et fixation du rectum au niveau de l'anus normal, S. l., 1896 (BNF 30965890) (Archives provinciales de chirurgie, Communication à la Société de chirurgie de Paris, le 29 novembre 1895)
- Ambroise Monprofit, Association française de chirurgie, 17e congrès, du 17 au 22 octobre 1904, à Paris : Rapport sur la première question mise à l'ordre du jour : traitement chirurgical de la cirrhose du foie, Paris, secrétariat de l'Association, 1904 (BNF 30965889, lire en ligne)
- Ambroise Monprofit, Chirurgie du gros intestin : Nouvelles méthodes d'anastomose, d'exclusion et de résection de l'intestin, implantation double et drainage par l'intestin, Paris, Institut international de bibliographie scientifique, 1904 (BNF 30965896, lire en ligne)
- Ambroise Monprofit, La Gastro-entérostomie... histoire générale, méthodes opératoires..., Paris, Institut international de bibliographie scientifique, 1905 (BNF 30965901)
- Ambroise Monprofit, Exposé des titres et travaux scientifiques du Dr A. Monprofit, Paris, Institut international de bibliographie scientifique, 1905 (BNF 30965899)
- Ambroise Monprofit, Traitement chirurgical des affections bénignes de l'estomac, Éditions Imprimerie Hayez, Bruxelles, 1905
- Ambroise Monprofit, Annales internationales de chirurgie gastro-intestinale, Paris, 1906-1914 (BNF 30965903)
- Ambroise Monprofit, Chirurgie de l'estomac biloculaire (revue générale), Paris, aux bureaux des Annales internationales de chirurgie, 1907 (BNF 30965895) (extrait des Annales internationales de chirurgie gastro-intestinale, no 1, décembre 1906, et no 2, janvier 1907)
- Ambroise Monprofit, Centenaire de l'École de médecine et de pharmacie d'Angers : La Chaire de clinique chirurgicale (1807-1907), Angers, Germain et G. Grassin, 1908 (BNF 30965893)
- Ambroise Monprofit, Centenaire de l'École de médecine et de pharmacie d'Angers : Éloge de G. Mirault, d'Angers, Angers, Germain et G. Grassin, 1908 (BNF 30965894)
- Ambroise Monprofit, Introduction à la chirurgie gastrique, Le Mans, impr. de Monnoyer, 1908 (BNF 30965902, lire en ligne)
- Ambroise Monprofit, La gastrectomie : Histoire et méthodes opératoires, Paris, J. Rousset, 1908 (BNF 30965900, lire en ligne)